# 孔端操
孔端操（？—1133年），字子坚，北宋和南宋之交袭庆府仙源县（今山东省曲阜市）人。孔子四十八代孫，孔宜玄孙，孔延泽曾孙，孔宗願之孙，孔若蒙次子。
建炎二年（1128年）冬，其兄衍圣公孔端友隨宋高宗南渡，孔端操留在故乡守护孔林和曲阜孔庙。仙源县被金国占领，金朝朝廷让孔端操主持孔子祭祀。宋朝赐给孔子後裔大量土地，衍圣公收取地租以供祭祀孔子的用度，但依然向国家交纳赋税。金太宗天会八年（1130年），金国下诏免除给衍圣公赐田的赋税。刘齐阜昌二年（1132年）孔端操被封权袭封衍圣公。临时主持曲阜孔庙祭祀，此为北宗之始。次年，孔端操去世。他有四子：孔瑄（江西新建支始祖）、孔璠（北宗衍圣公）、孔瑱、孔玠（南宗衍圣公）。
| 前任者： 孔端友 | 刘齐北宗衍圣公 1132年—1133年 | 繼任者： 孔璠 |

## 参看
- 孔子
- 孔子世家大宗世系
- 孔氏南宗
- 孔子世家大宗世系图
- 孔子世家南宗北宗世系图